# Fanny Rozet
Fanny Rozet (* 13. Juni 1881 in Paris; † 9. März 1958 in Versailles) war eine französische Bildhauerin.

## Leben
Rozet war Mitglied der Union des femmes et peintres sculpteurs. Die Vereinigung verlangte Zugang für Frauen an der École des Beaux-Arts in Paris, die nur männlichen Künstlern vorbehalten war. 1896 war Fanny Rozet die erste weibliche Bildhauerin, die an der Schule aufgenommen wurde. Dort war sie Schülerin des Bildhauers Laurent Marqueste. Ihre Eingabe zur Verleihung des Prix de Rome ging 1905 nicht über eine „vorbereitende Prüfung“ hinaus.
Ab 1904 stellte die Künstlerin auf den Salons der Société des Artistes Français in Paris aus. In diesem Jahr erhielt sie ein mention honorable. 1924 erhielt sie eine Bronzemedaille, 1923 ein weiteres mention honorable und 1926 eine Silbermedaille für Angewandte Kunst. Rozet war Mitglied der Gesellschaft.
Die Bildhauerin arbeitete mit Materialien wie Bronze, Elfenbein, Terracotta, Keramik, Gips und Holz. Ihre Arbeiten, darunter Skulpturen, dekorative Gegenstände und Leuchten im Stil des Art déco, wurden von den Éditeur d’art (Kunstverleger) Arthur Goldscheider,  Susse Frères, Eyffinger et Marquet, Edmond Etling und Les Neveux de Jules Lehmann produziert und vertrieben.

## Werke (Auswahl)
- Pas de L’Écharpe[3]
- Femme Mangbetou porteuse d’eau
- Une charmeuse de serpent, 1900
- Pierrot et Columbine dans l’amour
- Danseuse à l’écharpe
- Masque russe, in Zusammenarbeit mit Henri Chaumeil
- Danseuse Javanaise
- Deux jeunes marquises en conversation
- Danseuse a l’éventail
- Proposition
- Vieille danse